# أنجليك
أنجليك (بالفرنسية: Ingelec) هي شركة مغربية متخصصة في تصميم وصناعة وتسويق المعدات الكهربائية ذات الجهد المنخفض. تأسست سنة 1975، وهي جزء من مجموعة السقاط، ويقع مقرها الرئيسي في مدينة الدار البيضاء.

## التاريخ
تأسست شركة أنجليك سنة 1975 في سياق نمو صناعي ناشئ بالمغرب. وقد جاءت هذه الشركة بمبادرة من عائلة السقاط، التي كانت تنشط آنذاك في قطاع صناعة البلاستيك. بدأت الشركة نشاطها بإنتاج المفاتيح الكهربائية الموجهة لقطاع البناء.
منذ تسعينيات القرن الماضي، شرعت الشركة في اتخاذ عدة خطوات نحو التقييس والحصول على الشهادات، سواء على مستوى منتجاتها أو عملياتها الإدارية. وفي سنة 1993، حصلت على علامة الجودة من المختبر العمومي للتجارب والدراسات لأول مجموعة من مفاتيحها الكهربائية.
وحصلت أنجليك على شهادة ISO 9001 منذ سنة 2003، وهي شهادة تم تجديدها عدة مرات، مما يعكس التزام الشركة بنظام إدارة الجودة.

## الأنشطة
تقوم شركة أنجليك بتصميم وتسويق معدات كهربائية موجّهة أساسًا لقطاعات البناء السكني، والبناء الإداري، والصناعي. وتشمل مجموعتها ما يلي:
- مفاتيح كهربائية، ومآخذ كهربائية، وبلوكات متعددة المقابس؛
- قواطع كهربائية، ولوحات توزيع، وملحقات السلامة.
- حلول الإضاءة.
- ملحقات للتركيبات الكهربائية.

تطوّر الشركة مجموعاتها الخاصة تحت علامات تجارية مثل تيشكا، أوسكار، أليانس وتوبيك 2، وهي منتجات مصدّق عليها وفقًا للمعايير المغربية أو الفرنسية.

## الحضور العالمي
إلى جانب تواجدها الوطني، تتواجد شركة أنجليك في أكثر من 20 دولة، في منطقة إفريقيا جنوب الصحراء، لا سيما في السنغال، وساحل العاج، وبنين، والكاميرون، والغابون. وتعمل هناك عبر شركاء محليين أو من خلال مكاتب تمثيلية تجارية.

## المقر الرئيسي
يقع المقر الرئيسي لشركة أنجليك في مدينة الدار البيضاء. وتتوفر الشركة على عدة مواقع صناعية داخل المغرب، من بينها مصنع رئيسي في بوسكورة، إضافة إلى شبكة توزيع تغطي كافة التراب الوطني.

## وصلات خارجية
- الموقع الرسمي